# Merina de Rambouillet
La raza merina de Rambouillet, en francés Mérinos de Rambouillet (o simplemente merina francesa o Rambouillet) es en la actualidad una raza ovina francesa originaria de España, de donde fue importada en 1786. No ha recibido ninguna aportación de otros rebaños, y se cría en la actualidad con una consanguinidad gestionada en la Bergerie nationale de Rambouillet, donde contaba en 2009 con aproximadamente ciento cincuenta ovejas y veinte carneros. Esta raza, especializada en la producción de lana fina, ha sido utilizada de manera intensiva entre 1850 y 1930 para mejorar las aptitudes laneras de diversas razas de ovejas de Francia y de otros lugares del mundo como Inglaterra, Australia o Estados Unidos.
No está incluida en el Catálogo Oficial de Razas de Ganado de España del Ministerio de Agricultura, Pesca y Alimentación, por lo que no tiene ningún reconocimiento oficial en España.

## Origen
De origen español, esta raza fue llevada (importada desde España) a Rambouillet en 1786. La adquisición del primer rebaño por Louis XVI fue objeto de una cláusula secreta en el Tratado de Basilea entre Francia y España. Philibert Chabert, director de la Escuela veterinaria de Alfort contribuyó a su aclimatación. Varios ricos ganaderos compraron animales para hacer sus propias pruebas de aclimatación, sobre todo Jean Chanorier, Jean-Marie Heurtault de Lammerville, y Louis Silvy.
En la actualidad solo hay un único rebaño en Francia: el de la Bergerie nationale de Rambouillet, pero esta raza ha contribuido de manera importante durante el siglo XIX y la primera mitad del XX a mejorar rebaños franceses y extranjeros.

## Descripción
La raza merina de Rambouillet tiene una cabeza fina y curva. Su nariz está coronada por pliegues y sus orejas son cortas y horizontales. El cuerpo es fornido, con miembros fuertes y de piernas bastante espesas. Su lana blanca es abundante, fina, elástica y resistente. El vellón, que pesa hasta 8 kg en los carneros, cubre todo el cuerpo excepto los salientes de la cabeza y los extremidades. Los machos tienen grandes cuernos espiralados de sección triangular mientras que las hembras no los tienen.
Los carneros tienen un alzado de 70 a 75 cm a la cruz, con un peso entre 70 y 90 kg, mientras que las ovejas miden entre 60 y 65 cm, para un peso que varía entre 45 y 60 kg.

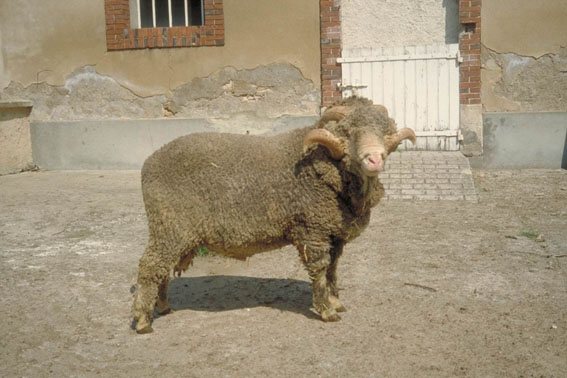
Ejemplar de carnero de la raza Mérinos de Rambouillet.

## Aptitudes
La Mérinos de Rambouillet es una oveja rústica, muy bien adaptado a los climas secos. Las ovejas se pueden hacer cubrir fuera de temporada de manera natural. Tienen una prolificidad mediocre de 1,2 corderos por embarazo, y los corderos tienen un crecimiento bastante débil, que llega apenas a 200 g por día entre los 10 y 30 días. En cambio, produce una lana de muy buena calidad, de mechas blancas homogéneas, elásticas y resistentes, midiendo entre 60 y 70 mm. El espesor medio de la lana está entre 18 y 22 micrones.

## Selección
La raza está gestionada actualmente por la Bergerie nationale de Rambouillet, donde está presente desde 1786. A causa del muy bajo número de animales, la variabilidad genética es muy baja y los acoplamientos se hacen en una cierta consanguinidad, que se intenta controlar lo mejor posible. Desde 2005 el INRA participa en la gestión de los acoplamientos como consecuencia de estos trabajos sobre la variabilidad genética en el seno del rebaño.
Fue igualmente a partir de esa fecha que se pusieron en marcha medidas de crioconservación de embriones. El valor patrimonial de esta raza es muy importante, y todos los organismos franceses implicados en la genética animal tienen interés en preservarla.

## Difusión
El único rebaño de Francia se encuentra en su totalidad en la actualidad en la Bergerie nationale de Rambouillet, pero a lo largo de la historia se han utilizado muy ampliamente carneros para mejorar la producción lanera de otras razas ovinas en Francia y en el mundo entero, como en Australia, en Latinoamérica y en Europa del Este. El rebaño contaba en 2009 150 hembras y 20 carneros, es decir menos de la mitad de cuando su creación cuando contaba 358 hembras y 52 machos.